# Montesano (gruppo musicale)
Montesano, gruppo argentino di new wave sinfonica fondato dai fratelli Gustavo e Marcelo Montesano.

## Storia
Il gruppo viene fondato nel 1981 e vede l'ex Crucis Gustavo Montesano alla voce e alla chitarra, il fratello Marcelo alle tastiere, Fernando Ortega al basso, Ricardo Giles alla batteria e Marina Olmi ai cori. Il cantante mise in piedi il gruppo al suo ritorno da un soggiorno a Londra, dove ebbe modo di conoscere personalmente Midge Ure e la musica dei suoi Ultravox, rimanendone influenzato e colpito. 

La formazione proponeva una particolare musica influenzata dalla new wave, nella quale ogni tanto affioravano anche le vestigia della passata militanza nei Crucis, soprattutto nei passaggi più lirici. A causa del look assai goth, il gruppo veniva spesso invitato in spettacoli televisivi suscitando l'interesse generale. Nel 1982 pubblicarono l'album El pasillo. Poco dopo Ortega e Giles lasciarono il gruppo e vennero rispettivamente rimpiazzati da Anahí Grecco e Jorge Lorenzo. Poco dopo anche la Olmi lasciò per intraprendere una carriera solistica e Gustavo Montesano (successivamente seguito da Marcelo) si trasferisce in Spagna dove si unisce al gruppo pop degli Olé olé.

### Discografia
- 1982 - El pasillo